# Les Bordes (Indre)
Les Bordes és un municipi francès, situat al departament de l'Indre i a la regió de Centre – Vall del Loira. L'any 2007 tenia 943 habitants.

## Demografia

### Població
El 2007 la població de fet de Les Bordes era de 943 persones. Hi havia 356 famílies, de les quals 68 eren unipersonals (24 homes vivint sols i 44 dones vivint soles), 116 parelles sense fills, 156 parelles amb fills i 16 famílies monoparentals amb fills.
La població ha evolucionat segons el següent gràfic:
Habitants censats

### Habitatges
El 2007 hi havia 415 habitatges, 370 eren l'habitatge principal de la família, 13 eren segones residències i 32 estaven desocupats. 404 eren cases i 7 eren apartaments. Dels 370 habitatges principals, 329 estaven ocupats pels seus propietaris, 37 estaven llogats i ocupats pels llogaters i 4 estaven cedits a títol gratuït; 1 tenia una cambra, 13 en tenien dues, 39 en tenien tres, 124 en tenien quatre i 193 en tenien cinc o més. 311 habitatges disposaven pel capbaix d'una plaça de pàrquing. A 125 habitatges hi havia un automòbil i a 219 n'hi havia dos o més.

### Piràmide de població
La piràmide de població per edats i sexe el 2009 era:
| Homes | Edats   | Dones |
| ----- | ------- | ----- |
| 0     | 95 o +  | 0     |
| 0     | 90 a 94 | 0     |
| 8     | 85 a 89 | 0     |
| 0     | 80 a 84 | 8     |
| 8     | 75 a 79 | 20    |
| 16    | 70 a 74 | 0     |
| 16    | 65 a 69 | 20    |
| 28    | 60 a 64 | 28    |
| 32    | 55 a 59 | 20    |
| 36    | 50 a 54 | 40    |
| 68    | 45 a 49 | 36    |
| 40    | 40 a 44 | 60    |
| 28    | 35 a 39 | 28    |
| 24    | 30 a 34 | 40    |
| 32    | 25 a 29 | 32    |
| 16    | 20 a 24 | 20    |
| 24    | 15 a 19 | 44    |
| 52    | 10 a 14 | 16    |
| 24    | 5 a 9   | 28    |
| 24    | 0 a 4   | 16    |

## Economia
El 2007 la població en edat de treballar era de 642 persones, 509 eren actives i 133 eren inactives. De les 509 persones actives 473 estaven ocupades (234 homes i 239 dones) i 36 estaven aturades (21 homes i 15 dones). De les 133 persones inactives 62 estaven jubilades, 39 estaven estudiant i 32 estaven classificades com a «altres inactius».

### Ingressos
El 2009 a Les Bordes hi havia 373 unitats fiscals que integraven 971 persones, la mediana anual d'ingressos fiscals per persona era de 18.666 €.

### Activitats econòmiques
Dels 10 establiments que hi havia el 2007, 2 eren d'empreses alimentàries, 1 d'una empresa de fabricació de material elèctric, 1 d'una empresa de fabricació d'altres productes industrials, 1 d'una empresa de construcció, 3 d'empreses de comerç i reparació d'automòbils, 1 d'una empresa d'hostatgeria i restauració i 1 d'una empresa financera.
Dels 2 establiments de servei als particulars que hi havia el 2009, 1 era un taller de reparació d'automòbils i de material agrícola i 1 guixaire pintor.
Dels 2 establiments comercials que hi havia el 2009, 1 era una botiga de menys de 120 m² i 1 una fleca.
L'any 2000 a Les Bordes hi havia 13 explotacions agrícoles que ocupaven un total de 824 hectàrees.

## Equipaments sanitaris i escolars
El 2009 hi havia una escola elemental.

## Poblacions més properes
El següent diagrama mostra les poblacions més properes.